# Antoine Fabre d'Olivet

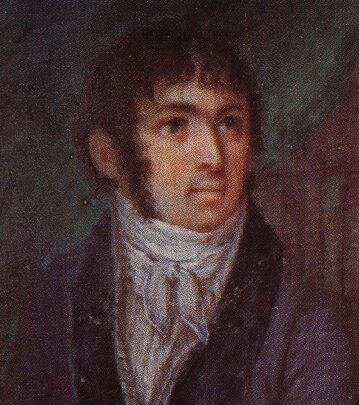
Antoine Fabre d'Olivet

Antoine Fabre d'Olivet (Ganges, 8 december 1767 - Parijs, 27 maart 1825) was een Frans erudiet, filosoof, historicus, filoloog en occultist.
Fabre d'Olivet was de zoon van een rijke fabrikant van zijden kousen. In de jaren 1790 raakte hij geruïneerd waardoor hij moest leven zijn pen en van een betrekking bij het ministerie van Oorlog.
Als filoloog bestudeerde hij oude documenten en was vooral gefascineerd door heilige talen, zoals het Sanskriet en het Hebreeuws. Hij schreef gedichten in het Occitaans, zijn moedertaal, en schreef een filologisch werk over die taal. Na 1800 raakte hij onder invloed van het occultisme.
Hij reisde door Europa en publiceerde heel veel. Zijn Histoire Philosophique zou de basis worden van het werk van Saint-Yves d'Alveydre.
Fabre d'Olivet werd begraven op de begraafplaats Père Lachaise in Parijs. Dit graf is verdwenen. In zijn geboortestad is een plein, Place Fabre d'Olivet, naar hem genoemd.

## Werken (selectie)
- Lettres à Sophie sur l’histoire (1801)
- Les Vers dorés de Pythagore, expliqués et traduits pour la première fois en vers eumolpiques français, précédés d’un Discours sur l’essence et la forme de la poésie, chez les principaux peuples de la terre (1813)
- La Langue hébraïque restituée et le véritable sens des mots hébreux (1815)
- Histoire philosophique du genre humain, ou L’homme considéré sous ses rapports religieux et politiques dans l’état social (1824)
- La Langue d’Oc rétablie dans ses principes (postuum, 1989)

- Bibsys: 90403967
- Biblioteca Nacional de España: XX999643
- Bibliothèque nationale de France: cb119021029 (data)
- Catàleg d'autoritats de noms i títols de Catalunya: 981058518310606706
- CiNii: DA0205728X
- Gemeinsame Normdatei: 118838911
- International Standard Name Identifier: 0000 0001 2131 8067
- Library of Congress Control Number: n50033878
- Nationale Bibliotheek van Tsjechië: jx20080417002
- Nationale Bibliotheek van Israël: 987007260934305171
- Nationale Bibliotheek van Polen: a0000002080678
- Nederlandse Thesaurus van Auteursnamen: 074217054
- Istituto Centrale per il Catalogo Unico: BVEV005733
- LIBRIS: 186551
- Système universitaire de documentation: 026856158
- Trove: 818605
- Virtual International Authority File: 49225218
- WorldCat: E39PBJwHfwxkHYwbcXRfCqFkDq